# 44P/Reinmuth
44P/Reinmuth, appelée également Comète Reinmuth 2, est une comète périodique du Système solaire, découverte par Karl Reinmuth le 10 septembre 1947.
Le diamètre de son noyau est de 3,22 kilomètres.